# Iglesia de Santo Domingo de Guzmán (Lepe)
La iglesia de Santo Domingo de Guzmán es un templo católico que se encuentra en el municipio de Lepe, provincia de Huelva (España). Es Bien de Interés Cultural, con categoría de Monumento.

## Historia
Se cree que fue fundada a principios del siglo XVI, probablemente sobre una construcción anterior.
La reconstrucción del techo realizada en 1951 fue realizada con materiales demasiado pesados para las columnas y contrafuertes existentes, lo que provocó posteriormente agrietamientos y caídas de cascotes como el sucedido durante en primavera de 2005.
El retablo mayor de la iglesia fue restaurado en 1999 Se prevé una nueva restauración en 2021.
En 2011 el grupo de flamenco Manguara halló en coro alto una carta, supuestamente de 1936, durante el transcurso de una actuación. En esta carta se hablaba de un tesoro oculto en la parroquia. El párroco contactó con el Ayuntamiento y el Obispado para comprobar la autenticidad de la misiva, sospechando que podía tratarse de una broma, aunque los miembros del grupo difundieron el hallazgo, causando gran revuelo social. Finalmente, quedó desacreditado todo abismo de veracidad en torno a la carta, tras levantar las losas bajo las cuales se encontraba supuestamente el tesoro.
El templo fue restaurado de nuevo entre 2016 y 2017. El coste estimado de la obra fue de 400 000 euros, por lo que diversas entidades locales pusieron en marcha diferentes iniciativas con el fin de recaudar los fondos necesarios. Durante la restauración se hallaron diversos restos arqueológicos, como un pozo y arco del siglo V y dos cuerpos momificados. Finalmente, volvió a abrir sus puertas, ya restaurada, en la primavera de 2017.

## Descripción
El templo es un edificio de planta rectangular, de 36 por 20,8 m, en orientación este-oeste tradicional y de carácter exento, ubicada entre las calles Iglesia, Juan de Lepe y Plaza de España. En el interior presenta tres naves con bóvedas de arista apuntada, la central más alta que las laterales. En la parte superior de cada flanco de la nave principal se ubican vidrieras policromadas en los ventanales. La capilla mayor, de planta cuadrada, queda cubierta por una bóveda semiesférica sobre pechinas. La capilla absidial derecha es de obra mudéjar, presidida por el retablo del Nazareno, mientras que en la capilla absidial izquierda, usada como capilla sacramental, recibe culto la Virgen de la Bella desde 1835.

## Bienes muebles
La Iglesia cuenta diversos bienes muebles:

### Pintura
- Inmaculada Concepción, de Giuseppe Cesari

### Retablos
- Retablo mayor, procedente del desaparecido Convento de Santa María de la Piedad y trasladado en 1951 a la Iglesia de Santo Domingo.[13]
- Retablo de la Virgen del Rosario (1960), Enrique Gómez del Castillo. Ubicado en la primera capilla del lado de la Epístola. Presidido por la imagen de Ntra. Sra. del Rosario.[14]
- Retablo de la Virgen de la Inmaculada (1954), Hijos de Leonardo Domínguez. Ubicado en la segunda capilla del lado de la Epístola. Presidido por la imagen de la Virgen de la Inmaculada[15]
- Retablo de la Virgen de los Dolores.[16]

### Imaginería
- Virgen de la Bella (siglo XVI), obra anónima. Procede del desaparecido Convento de Santa María La Bella de El Terrón.
- Capilla mayor

- San Roque

- Capilla de San Ildefonso o del Nazareno:

- Ntro. Padre Jesús Nazareno (1936), de José Navas-Parejo.
- Virgen de la Piedad (siglo XVII), obra anónima sevillana conocida popularmente como María Santísima de las Angustias. Fue destrozada en 1936 y restaurada en 1941 por Joaquín Gómez del Castillo. Era la titular del desaparecido Convento de Santa María de la Piedad y del retablo del mismo, trasladado en 1951 a la Iglesia de Santo Domingo.

- Capilla de la Virgen del Rosario:

- Virgen del Rosario (siglo XIX), obra anónima sevillana.

- Capilla de la Inmaculada:

- Virgen de la Inmaculada (siglo XVII), obra anónima sevillana. Se tiene constancia de su culto ya en 1693. Fue restaurada por Joaquín Gómez del Castillo en 1941.
- Santa Teresa de Jesús
- San Diego de Alcalá, procedente del desaparecido Convento de Santa María La Bella de El Terrón.

- Capilla de Ntra. Sra. de los Dolores:

- Virgen de los Dolores (1968), Luis Ortega Bru. Sustituye a otra anterior de 1937, de José Navas-Parejo
- San Francisco Javier (1954-1958), León Ortega
- Virgen del Pilar (1945)

- Capilla bautismal o del Calvario:

- Santísimo Cristo de la Misericordia. Crucificado de serie.
- Virgen de la Esperanza (siglo XVII), obra anónima. Recibía culto en 1693 en el retablo de Ntra. Sra. de las Nieves por hallarse en ruinas su ermita.
- El Discípulo Amado, Vicente Tena. Fue restaurado por León Ortega en 1981-1982.
- Virgen del Amor (1990), Juan Ventura González García.

### Otros bienes
- Confesionario en madera, en cuyo interior hay un óvalo pintado al óleo con Santo Domingo y la Virgen del Rosario, quizás de un antiguo simpecado del siglo XVIII.[17]
- Cáliz de plata (siglo XVII) de 25 cm de altura.[17]
- Copón de plata (siglo XVIII) de 12 cm de altura.[18]
- Crismeras de plata (siglo XVI) de 34,5 cm de altura.[18]
- Cruz parroquial de plata (siglo XVI), de 78 cm de altura.[18]
- Jarrita de lavabo (siglo XVII), de 10,5 cm de altura.[18]
- Ostensorio de plata sobredorada (siglo XVI), de 75 cm de altura.[18]

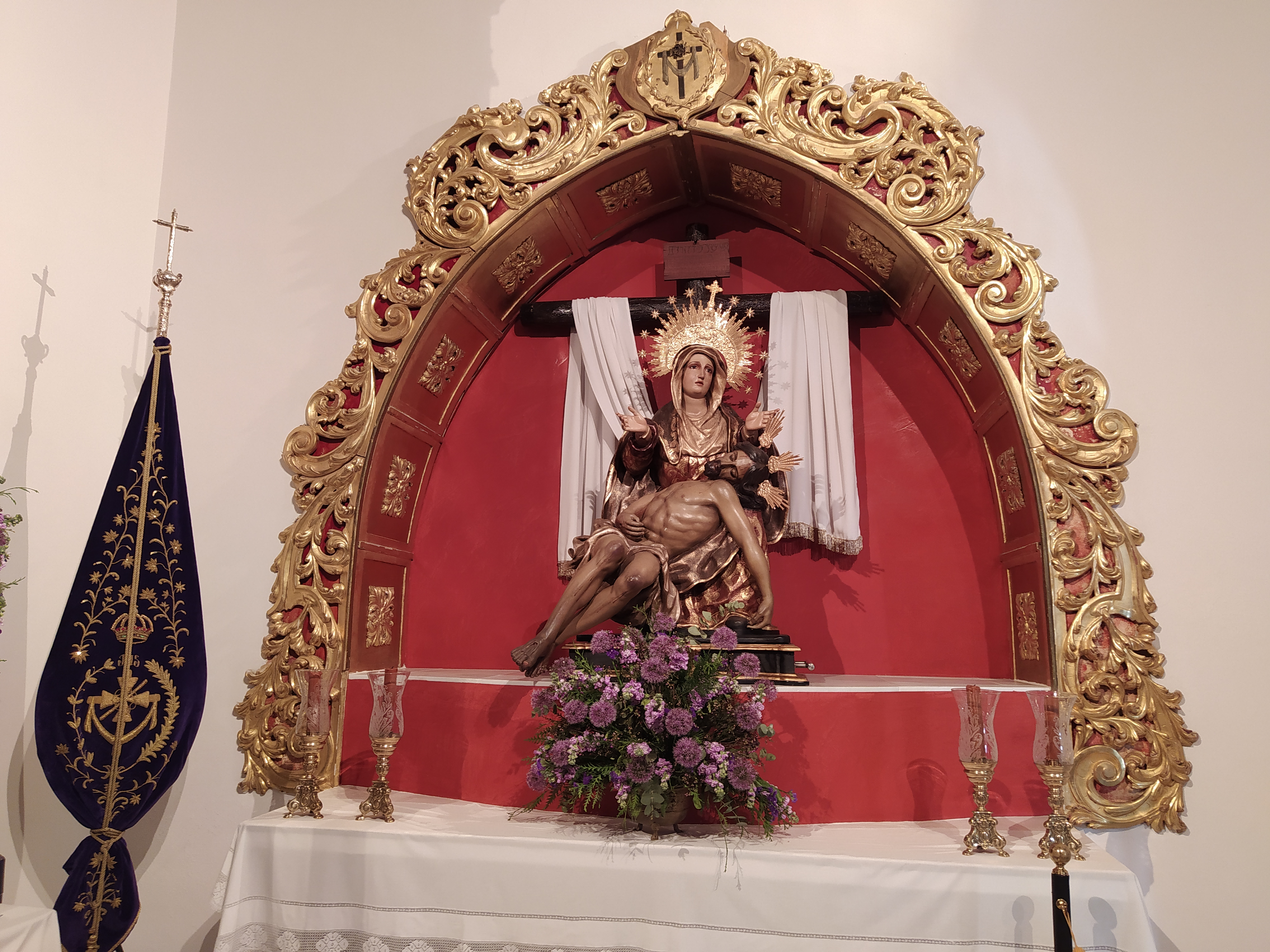
Virgen de las Angustas
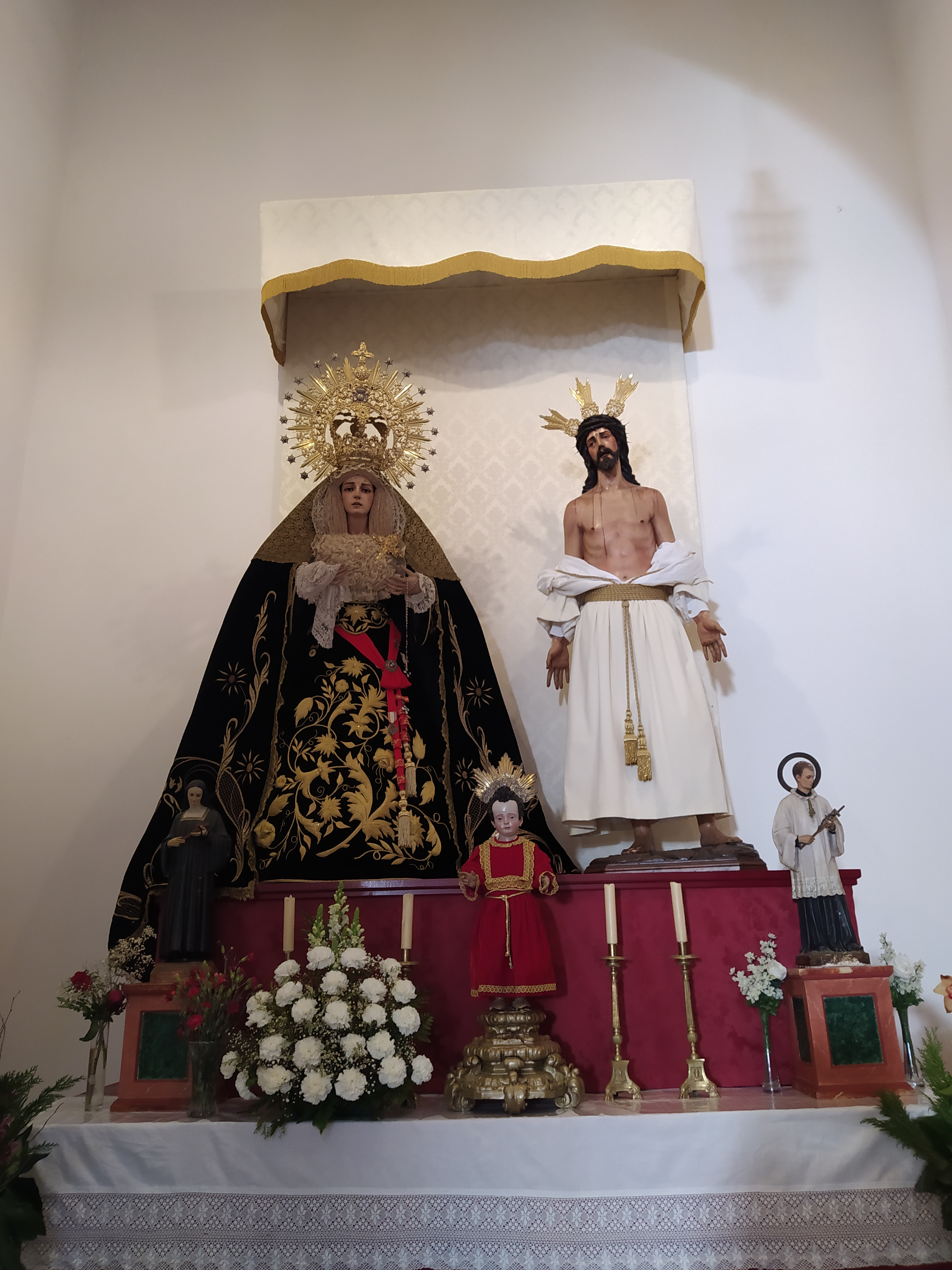
Virgen de los Dolores y Cristo de la Salud